# Лаврентьевка (Алтайский край)
Лаврентьевка — село в Топчихинском районе Алтайского края. Входит в состав Макарьевского сельсовета.

## История
Основано в 1911 г. В 1928 году село Лаврентьево состояло из 98 хозяйств, основное население — русские. В административном отношении являлось центром Лаврентьевского сельсовета Чистюньского района Барнаульского округа Сибирского края.

## Население
| 1926 | 1997 | 1998 | 1999 | 2000 | 2001 |
| ---- | ---- | ---- | ---- | ---- | ---- |
| 523  | ↘242 | ↗246 | ↘226 | ↗228 | ↘219 |
| 2002 | 2003 | 2004 | 2005 | 2006 | 2007 |
| ↘199 | ↘176 | ↘146 | ↘140 | ↘120 | ↘104 |
| 2008 | 2009 | 2010 | 2011 | 2012 | 2013 |
| ↘89  | ↘68  | ↘59  | →59  | ↘52  | ↘47  |

Национальный состав
Согласно результатам переписи 2002 года, в национальной структуре населения русские составляли 99 %.